# محمد الصالح بن عمار
محمد الصالح بن عمار (30 أغسطس 1955 -) من مواليد تونس وهو أستاذ إستشفائي جامعي و طبيب مختص في التخدير والإنعاش، شغل منصب وزير الصحة في حكومة المهدي جمعة

## التكوين الأكاديمي
في عام 1985 تحصل محمد الصالح بن عمار على شهادة الدكتوراه في الطب من كلية الطب Broussais- Hôtel - Dieu و حائز على التفوق باريس VI، وعلى شهادة التخصص في التخدير والإنعاش من كلية الطب بتونس ثم على شهادة أستاذ إستشفائي جامعي بكلية الطب بتونس كما أنه متحصل على شهادة الماجيستير التنفيذي في إدارة الأعمال من مدرسة البحر الأبيض المتوسط لإدارة الأعمال بتونس

## النشاط العلمي
يشغل محمد الصالح بن عمار بالتوازي مع عمله كوزير الصحة، منصب نائب رئيس اللجنة الدولية لأخلاقيات علم الأحياء اليونسكو و خبير لدى منظمة الصحة العالمية و مسؤول على إدارة فضاء الأخلاقيات بكلية الطب بتونس كما شغل حتى عام 2012 منصب رئيس قسم أفريقيا للإتحاد العالمي لجمعيات أطباء التخدير (WFSA)

## المسار المهني
يشغل محمد الصالح بن عمار منذ مايو 2013 مدير عام الهيئة الوطنية للاعتماد في المجال الصحي وشغل سابقا منصب مدير عام للصحة بوزارة الصحة و رئيس قسم التخدير والإنعاش وقسم الطب الإستعجالي بالمستشفى الجامعي المنجي سليم بالمرسى.

## أنشطة أخرى
عديد الكتب المنشورة وحائز على جائزة المغرب العربي للطب في مناسبتين وكذلك العديد من الأبحاث والمقالات والمحاضرات المنشورة في مجلات علمية وطنية ودولية مفهرسة تناولت الأخلاقيات والتخدير والعناية المركزة وعلاج الألم وزرع الأعضاء ونقل الدم وغيرها.